# 1979 en musique classique
| \| • Retour à la chronologie générale de la musique classique • \| |
| Grèce • Rome • Haut Moyen Âge • VIIIe siècle • IXe siècle • Xe siècle • XIe siècle XIIe siècle • XIIIe siècle • XIVe siècle • XVe siècle • XVIe siècle • XVIIe siècle XVIIIe siècle • XIXe siècle • XXe siècle • XXIe siècle |
| • Retour à la chronologie générale de la musique classique • |

| Années en musique classique : 1976 - 1977 - 1978 - 1979 - 1980 - 1981 - 1982    |
| Décennies en musique classique : 1940 - 1950 - 1960 - 1970 - 1980 - 1990 - 2000 |

## Événements

### Créations
- 24 février : Lulu, opéra d'Alban Berg (mise en scène Patrice Chéreau, direction musicale Pierre Boulez), créé à l'Opéra Garnier dans la version achevée par Friedrich Cerha.
- 15 mars : La Fin du jour, ballet de Kenneth MacMillan, créé par le Royal Ballet de Londres.
- 25 mars : Maddalena, opéra de Prokofiev (écrit en 1913, orchestré par Edward Downes), créé par l'Orchestre philharmonique de la BBC dirigé par Edward Downes.
- 5 mai : la Symphonie no 8 de Malcolm Arnold, créée par l'Orchestre symphonique d'Albany (en) sous la baguette de Julius Hegyi à Troy (État de New York).
- 14 juin : Music for a Large Ensemble de Steve Reich, créé à Utrecht aux Pays-Bas lors du Holland Festival.
- 21 juin : Octet de Steve Reich, créé à Francfort en Allemagne.
- 19 octobre : Dance de Philip Glass sur la chorégraphie de Lucinda Childs et un film de Sol LeWitt, créé à Amsterdam aux Pays-Bas.

#### Date indéterminée
- Concerto pour piano et cordes d'Alfred Schnittke, créé à Saint-Pétersbourg par son dédicataire Vladimir Kraïnev comme soliste et Alexander Dimitriev comme chef d'orchestre.

### Autres
- 1er janvier : concert du nouvel an de l'orchestre philharmonique de Vienne au Musikverein, dirigé par Willi Boskovsky.

#### Date indéterminée
- Fondation de l'Amsterdam Baroque Orchestra par Ton Koopman.
- Fondation de l'Orchestre symphonique de Singapour.
- Fondation de Camerata Köln.
- Fondation du Quatuor Endellion.
- Fondation du Quatuor Petersen.
- Fondation du Clementi-Trio.
- Sortie sur les écrans de Don Giovanni, opéra filmé de Joseph Losey.
- Premier Concours de trompette Maurice-André.
- Création du Concours international de violon Fritz-Kreisler à Vienne.
- Création du Conservatorio municipal de música José Iturbi à Valence.

## Prix
- Pierre Boulez reçoit le Prix Ernst von Siemens.
- Janet Baker reçoit le Léonie Sonning Music Award.
- Olivier Messiaen reçoit le Prix Bach de la Ville libre et hanséatique de Hambourg.

## Naissances
- 26 janvier : 

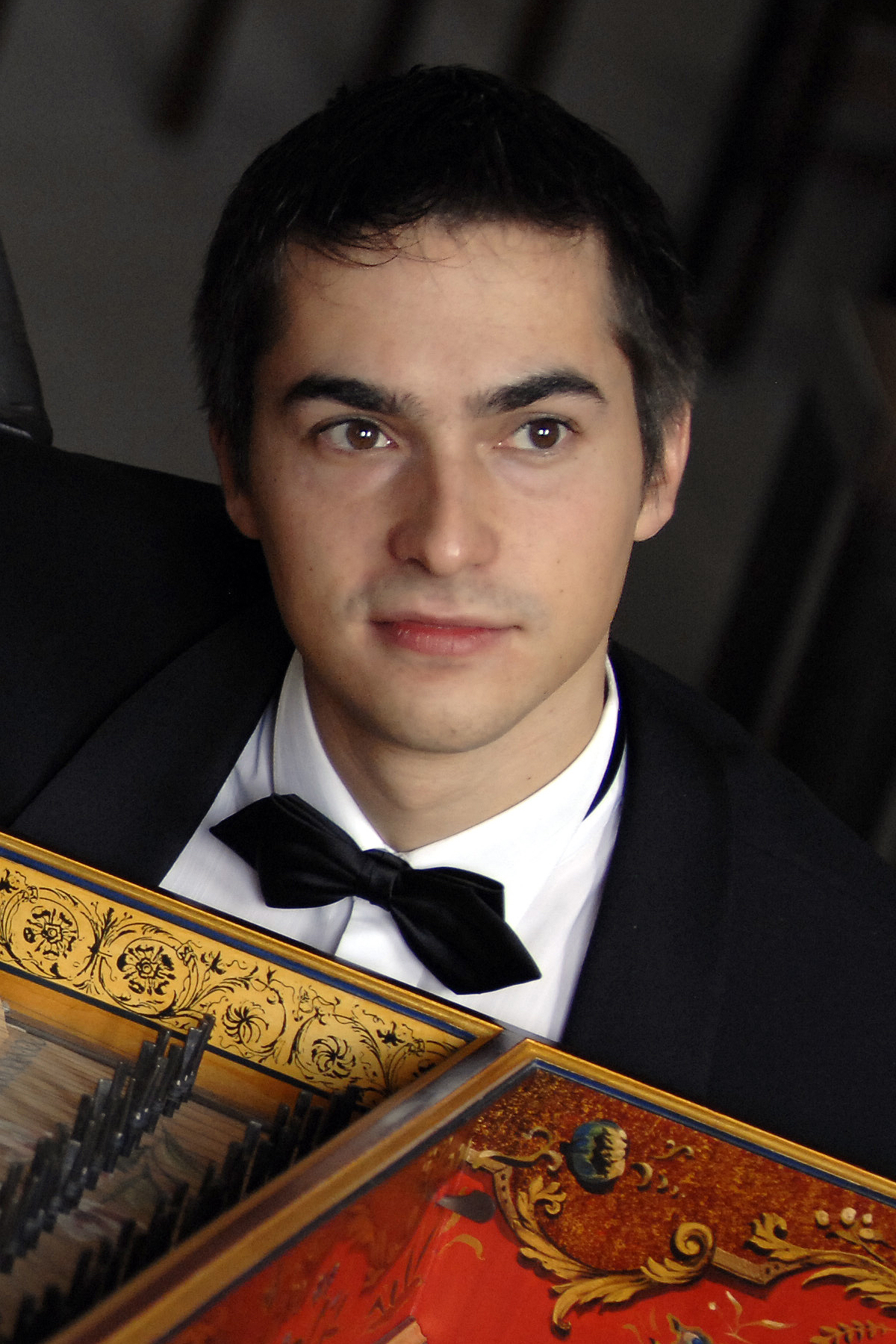
Vital Julian Frey

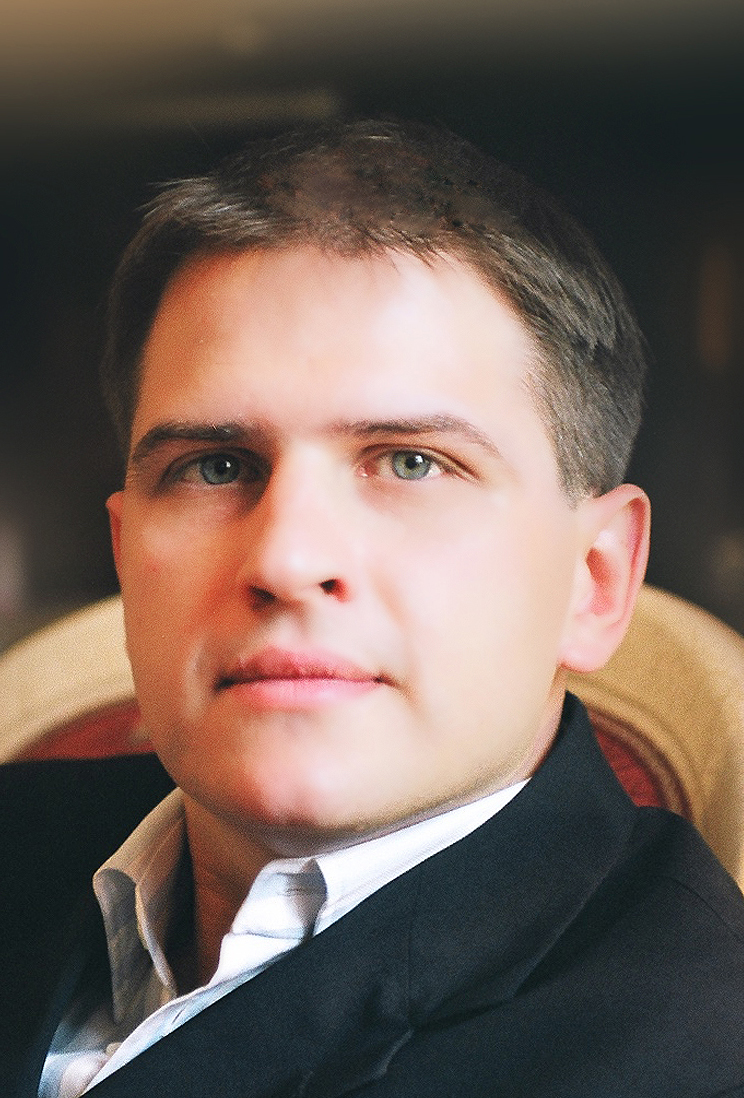
Blagoj Nacoski

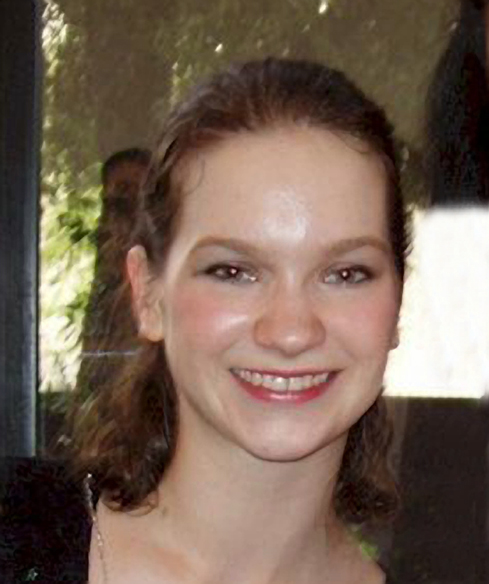
Hilary Hahn

  - Vital Julian Frey, claveciniste suisse.
  - Kazuki Yamada, chef d'orchestre japonais.
- 16 février : Elizabeth Watts, chanteuse lyrique soprano britannique.
- 5 mars : Lisa Batiashvili, violoniste géorgienne.
- 27 mars : Daishin Kashimoto, violoniste japonais.
- 1er avril : Mikko Franck, chef d'orchestre finlandais.
- 7 avril : Amanda Favier, violoniste française.
- 11 avril : Danielle de Niese, chanteuse soprano et actrice.
- 24 avril : Francesca Verunelli, compositrice italienne.
- 18 mai : Blagoj Nacoski, chanteur lyrique ténor.
- 20 mai : Stefan Prins, compositeur et musicien belge.
- 31 mai : Nicolas Baldeyrou, clarinettiste français.
- 16 juin : Guillaume Coppola, pianiste français.
- 20 juin : Jessica Pratt, soprano australienne.
- 28 juin : Nélida Béjar, compositrice espagnole.
- 3 juillet: Maxime Zecchini, pianiste français.
- 11 juillet : Antoine Tamestit, altiste français.
- 17 juillet : Gianluca Cascioli, pianiste, chef d'orchestre et compositeur Italien.
- 19 juillet : Sanae Ishida, compositrice japonaise.
- 28 juillet : Sébastien Guèze, chanteur d'opéra français.
- 18 août : Delphine Lizé, pianiste française.
- 9 septembre : Loup-Denis Elion, acteur et chanteur d'opéra français.
- 19 septembre : Isabelle Druet, mezzo-soprano colorature française.
- 25 septembre : Marc Scoffoni, baryton français.
- 10 octobre : Claire Debono, soprano.
- 14 octobre : Marcus Paus, compositeur norvégien.
- 28 octobre : Matteo Franceschini, compositeur italien.
- 31 octobre : Andrew Norman, compositeur américain.
- 27 novembre : Hilary Hahn, violoniste américaine.

### Date indéterminée
- Miguel Álvarez-Fernández, artiste sonore, compositeur, musicologue, commissaire de projets d'art sonore et producteur radiophonique.
- Diana Axentii, mezzo-soprano moldave.
- Celia Claudia Cambara Batista, pianiste cubaine.
- Marie Cantagrill, violoniste concertiste soliste française.
- Michelangelo Carbonara, pianiste italien.
- Christian Chamorel, pianiste suisse.
- Christophe Dumaux, contreténor français.
- Jean-Baptiste Dupont, organiste et improvisateur français.
- Anne-Sophie Jacouty, critique musicale.
- Valeria Kafelnikov, harpiste franco-russe.
- Aleksandr Khramouchin, violoncelliste biélorusse († 13 mai 2023).
- Changhan Lim, baryton coréen.
- Raquele Magalhaes, flûtiste brésilienne.
- Virginia Martínez, chef d'orchestre espagnole.
- Gabriele Nani, baryton italien.
- Clément Saunier, trompettiste français.
- Philippe Talbot, ténor français.

## Décès

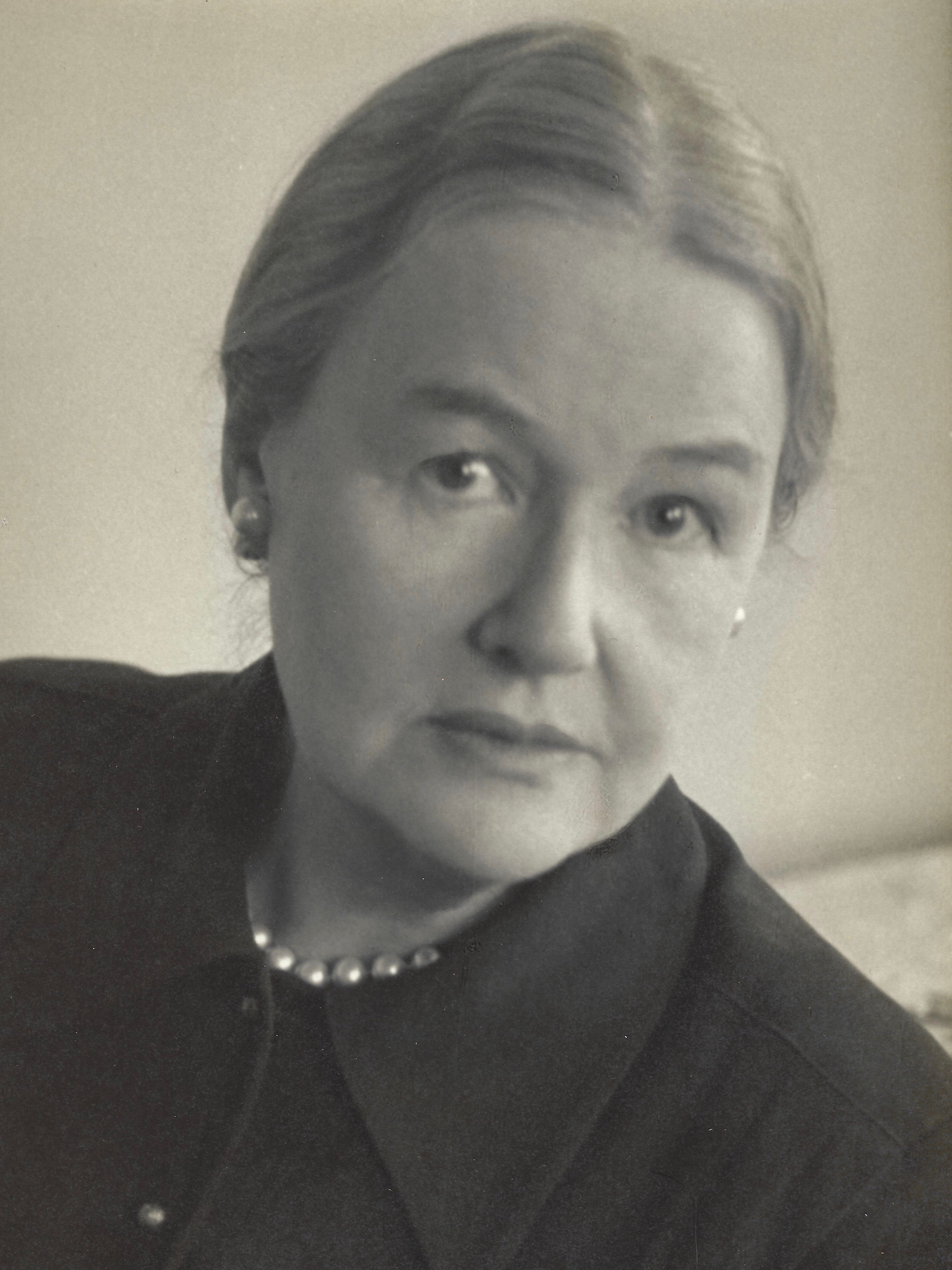
Rebecca Clarke

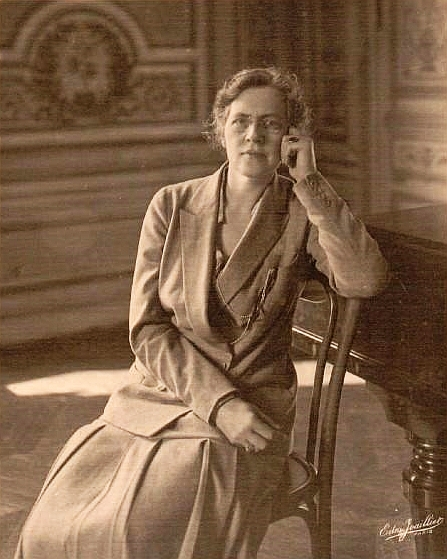
Nadia Boulanger

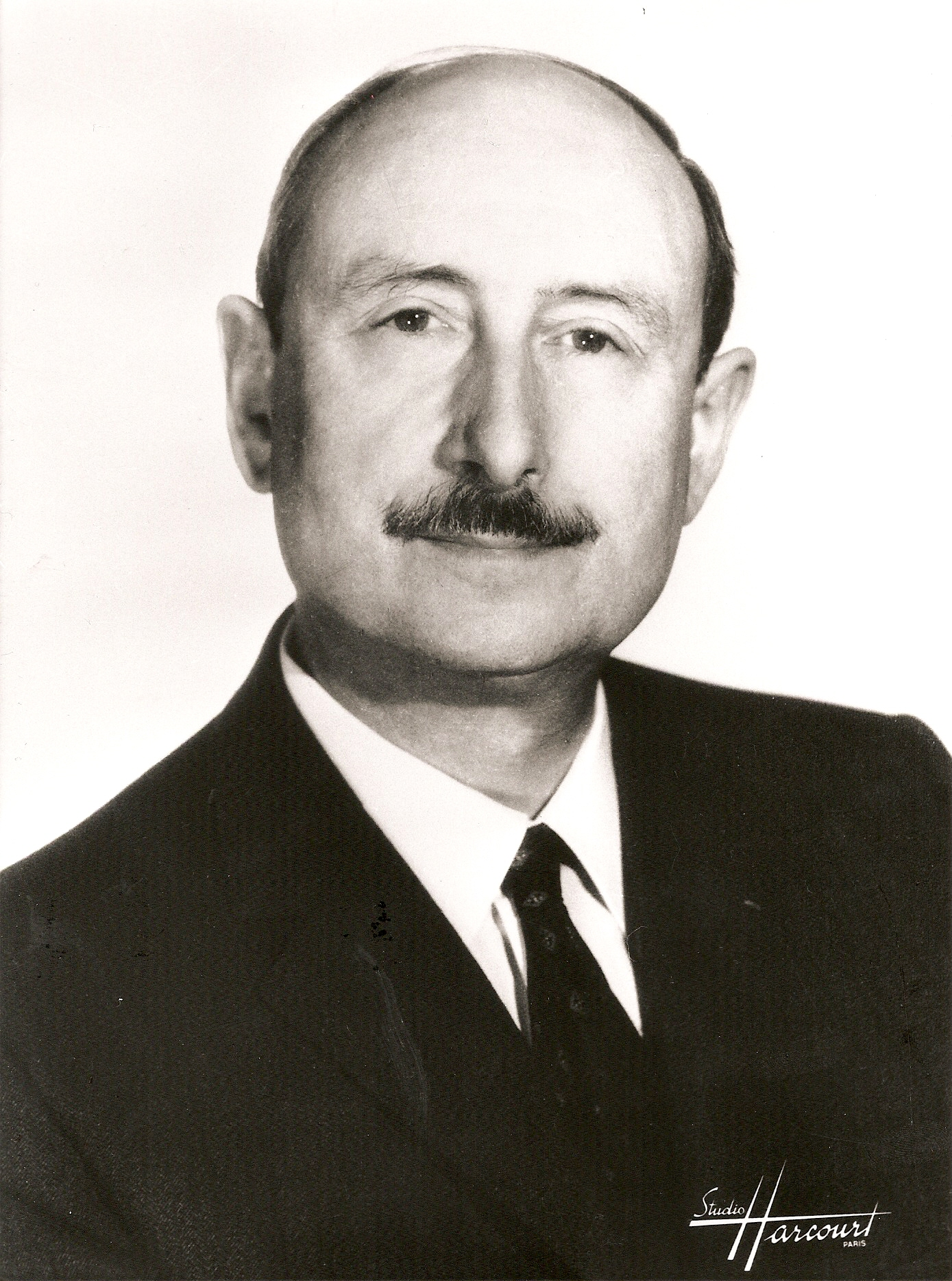
Denis Joly

- 8 janvier : Teresa de Rogatis, compositrice, guitariste, pianiste et professeure de musique italienne (° 15 octobre 1893).
- 9 janvier : Andreï Ivanovitch Scholuch, fondateur du Chœur des Cosaques de l'Oural (° 29 novembre 1895).
- 11 janvier : Julien Porret, musicien et compositeur français.
- 13 janvier : Marjorie Lawrence, soprano australienne (° 17 février 1907).
- 27 janvier : Mihály Erdélyi, compositeur et librettiste hongrois (° 28 mai 1895).
- 15 février : Zdenka Ticharich, pianiste, compositrice et professeur de musique hongroise (° 26 septembre 1900).
- 21 février : Reine Gianoli, pianiste française (° 13 mars 1915).
- 7 mars : Klaus Egge, compositeur et critique musical norvégien (° 19 juillet 1906).
- 11 mars :
  - Gerhard Stolze, ténor allemand (° 1er octobre 1926).
  - Jeanne Leleu, compositrice française (° 29 décembre 1898).
- 13 mars : Madeleine Grey, chanteuse classique française (° 11 juin 1896).
- 17 mars : Giacomo Lauri-Volpi, ténor italien (° 11 décembre 1892).
- 22 mars : Walter Legge, producteur musical (° 1er juin 1906).
- 23 mars : Antonio Brosa, violoniste espagnol (° 27 juin 1894).
- 24 mars : Hedy Frank-Autheried, compositrice autrichienne (° 22 janvier 1902).
- 25 mars : Anton Heiller, organiste, claveciniste, compositeur, professeur et chef d’orchestre autrichien (° 15 septembre 1923).
- 4 avril : Vicente Asencio, compositeur espagnol (° 29 octobre 1908).
- 10 avril :
  - Paul Benoit, moine bénédictin, organiste et compositeur luxembourgeois (° 9 décembre 1893).
  - Nino Rota, compositeur et chef d'orchestre italien (° 3 décembre 1911).
- 16 avril : Maria Caniglia, soprano italienne (° 5 mai 1905).
- 17 avril : Maria Korchinska, harpiste russe (° 16 février 1895).
- 22 avril : Charles Bartsch, musicien belge, violoncelliste, chef d'orchestre et compositeur (° 9 décembre 1907).
- 24 avril : Leopold Ludwig, chef d'orchestre autrichien (° 12 janvier 1908).
- 9 mai : Zoltán Kelemen, baryton-basse hongrois (° 12 mars 1926).
- 6 juin : Myrtil Morel, hautboïste français (° 26 juin 1889).
- 28 juin :
  - Natan Rakhline, chef d'orchestre ukrainien (° 10 janvier 1906).
  - Paul Dessau, compositeur et chef d'orchestre allemand (° 19 décembre 1894).
- 3 juillet : Louis Durey, compositeur français, l'un de six membres du Groupe des six (° 27 mai 1888).
- 10 juillet : Arthur Fiedler, chef d'orchestre américain (° 17 décembre 1894).
- 12 juillet : Kalervo Tuukkanen, chef d'orchestre et compositeur finlandais (° 14 octobre 1909).
- 16 juillet : Alfred Deller, chanteur et musicologue britannique (° 31 mai 1912).
- 27 juillet : Jean Van de Cauter, compositeur, organiste et organier (° 1er août 1906).
- 3 août : Renato Fasano, chef d'orchestre et musicologue italien (° 21 août 1902).
- 6 août : Cyril Mockridge, compositeur britannique.
- 13 août : Johanna Martzy, violoniste hongroise (° 26 octobre 1924).
- 27 août : Bolesław Szabelski, compositeur polonais (° 3 décembre 1896).
- septembre : Lola Castegnaro, chef d'orchestre, compositrice et professeur de musique costaricienne (° 16 mai 1900).
- 2 septembre : Jacques Février, pianiste français (° 26 juillet 1900).
- 10 septembre : Sólon Michailídis, compositeur, chef d'orchestre et musicologue chypriote (° 12 novembre 1905).
- 14 septembre : Raymond Loucheur, compositeur français (° 1er janvier 1899).
- 17 septembre : Miloslav Kabeláč, compositeur et chef d'orchestre tchèque (° 1er août 1908).
- 29 septembre : Ivan Wyschnegradsky, compositeur français  d'origine russe.
- 1er octobre : Roy Harris, compositeur américain (° 12 février 1898).
- 10 octobre : Paul Paray, chef d'orchestre et compositeur français (° 24 mai 1886).
- 13 octobre : Rebecca Clarke, compositrice et altiste britannique (° 27 août 1886).
- 17 octobre :
  - Pierre Bernac, baryton léger ou baryton Martin (° 12 janvier 1899).
  - Karel Reiner, compositeur et pianiste tchèque (° 27 juin 1910).
- 22 octobre : Nadia Boulanger, pianiste, organiste, chef d'orchestre et pédagogue française (° 16 septembre 1887).
- 26 octobre : Germaine Lubin, soprano française (° 1er février 1890).
- 11 novembre : Dimitri Tiomkin, compositeur et producteur américain d'origine russe.
- 13 novembre :
  - Tony Poncet, ténor français (° 23 décembre 1918).
  - Freda Betti, artiste lyrique mezzo-soprano française (° 26 février 1924).
- 22 novembre : Poul Ingerslev-Jensen, chef d'orchestre et musicologue danois (° 14 septembre 1903).
- 21 décembre : Denis Joly, organiste et compositeur français (° 12 mai 1906).
- 25 décembre : Mario Filippeschi, ténor italien (° 7 juin 1907).

### Date indéterminée
- Raphaël Fumet, compositeur et organiste français (° 1898).
- Paul Hongne, bassoniste français (° 1919).
- Felix Labunski, compositeur américain (° 27 décembre 1898).
- Robert Lannoy, compositeur et directeur de conservatoire (° 18 juin 1915).
- Jean-Louis Robert, pianiste, compositeur et pédagogue belge (° 1948).